# Simon Schumich
Simon Schumich (* 27. Juni 1985 in Eisenstadt) ist österreichischer Betriebswirt und Autor. Er beschäftigt sich mit wirtschaftlichen Angelegenheiten und Digitalisierung aus Arbeitnehmersicht.

## Leben
Simon Schumich wuchs in Oslip auf und besuchte die Handelsakademie Eisenstadt, an der er 2005 die Matura ablegte. Im Laufe seiner Schulzeit war er 2013/2014 Schulsprecher und 2014/2015 Landesschulsprecher für Berufsbildende Mittlere und Höhere Schulen im Burgenland.
Simon Schumich machte von 2006 bis 2009 seinen Bachelor of Arts in Business (B.A.) und von 2009 bis 2011 seinen Master of Arts in Business (M.A.) an der Fachhochschule Burgenland. Im Jahr 2014 absolvierte er eine postgraduale sozialwissenschaftliche Ausbildung SOQUA in Wien. Seit 2016 ist er Doktorand an der Universität Innsbruck.
Seit 2007 ist er als SPÖ-Gemeinderat in Oslip tätig. Von 2008 bis 2013 war er Jugendreferent und später wirtschaftspolitischer Referent der Arbeiterkammer Burgenland. Im Zuge seiner Tätigkeit war er bei landesweiten Projekten wie „Lehre mit Matura“, „TOP-Jugendticket“, „BO Burgenland“ beteiligt, unterstützte Lehrlinge, Schüler und Studenten in arbeitsrechtlichen, sozialrechtlichen und bildungspolitischen Angelegenheiten. In dieser Zeit war er als Experte bei etlichen regionalen Arbeitsgruppen und Veranstaltungen, u. a. zu Berufsorientierung, Pflicht- und Ferialpraktikum, Lohnsteuerberatung und berufliche Aus- und Weiterbildung. Er koordinierte das ÖGJ/AK-Jugendmagazin „On Your Side“, organisierte und lehrte an Berufsschullehrerseminaren, an Klassen- und Schülervertreterseminaren und hielt Kurse für Jugendvertrauensräten (JVR). Er war Mitglied des Landes-Berufsausbildungsbeirats (LABAB), Beisitzer für Lehrabschlussprüfungen in den Berufen Einzelhandelskaufmann/-frau, für kaufmännisch-administrative Lehrberufe und im Beirat der Lehrlings- und Meisterprüfungsstelle für Land- und Forstwirtschaft im Burgenland. In Brüssel befasste er sich für die AK Burgenland mit dem Thema Jugendarbeitslosigkeit und in Estland konnte er Kooperationen und Erfahrungen im Bereich Berufsorientierung machen.
Seit 2013 ist er Betriebswirt und Betriebsräteberater der Arbeiterkammer Wien, schult Arbeitnehmervertreter im Aufsichtsrat, macht Bilanzanalysen und Branchenanalysen und befasst sich zu Mitarbeiterbeteiligung und Digitalisierung, Plattformökonomie und Sharing Economy und analysierte verschiedenste Online-Plattformen. In weiterer Folge entstand das Buch „Sharing Economy: Die Ökonomie des Teilens aus Sicht der ArbeitnehmerInnen“ sowie weitere Fach- und Forschungsbeiträge zu Plattformökonomie und "Sharing Economy". 
Derzeit lebt und arbeitet Schumich in Stuttgart und ist als Wirtschaftsberater im IMU-Institut tätig und berät in diesem Zusammenhang Arbeitnehmervertreter in wirtschaftlichen Angelegenheiten.

## Publikationen
- Doris Resch, Simon Schumich, Helene Schütz-Fatalin, Heike Schütz-Krammer, Wolfgang Steiger, Michael Toppel: Rauchende Köpfe statt rauchende Schlote: Burgenland als Bildungsland festigen, in: Michael Gerbavsits, Claudia Kreiner-Ebinger, Georg Pehm, Susanna Steiger-Moser: Denk.mal: Standpunkte, Ausblicke, Visionen. Lext Liszt 12 Verlag, Oberwart 2011.
- Die wirtschaftliche Lage der Mineralölindustrie. Mit Ruth Naderer, Ausgabe 2013, Studie der Arbeiterkammer Wien, Wien 2013.
- Die wirtschaftliche Lage der Energieversorgungsunternehmen. Ausgabe 2013, Studie der Arbeiterkammer Wien.
- Die wirtschaftliche Lage der Energieversorgungsunternehmen. Ausgabe 2014, Studie der Arbeiterkammer Wien.
- Die wirtschaftliche Lage der Mineralölbranche. Ausgabe 2014, Studie der Arbeiterkammer Wien.
- Privatisierungen in Österreich, Eine Analyse über finanzielle Auswirkungen von bereits erfolgten und möglichen künftigen Privatisierungen in Österreich. Studie der Arbeiterkammer Wien, Wien.
- Die Bildungs- und Berufswahlentscheidung, Die Rolle der Eltern bei der Schul- und Berufswahl ihrer Kinder im österreichischen Burgenland. AV Akademiker Verlag, Saarbrücken 2014, ISBN 978-3-639-72426-4.
- Die wirtschaftliche Lage der Branche Werbung und Marktkommunikation. Ausgabe 2014, Studie der Arbeiterkammer Wien.
- Branchenreport.Energie.2015. Studie der Arbeiterkammer Wien
- Branchenreport.Mineralöl.2015. Studie der Arbeiterkammer Wien, Wien 2016, ISBN 978-3-7063-0589-1.[8]
- Ines Hofmann, Ruth Naderer, Markus Oberrauter: Bilanz & Co, Basiswissen und Praxistipps für Betriebsrat und Aufsichtsrat. Mit Beiträgen von Reinhard Brachinger, Helmut Gahleitner, Ines Hofmann, Heinz Leitsmüller, Kristina Mijatovic-Simon, Ruth Naderer, Markus Oberrauter, Simon Schumich. ÖGB Verlag, Wien 2016, ISBN 978-3-99046-203-4.
- Sharing Economy, Die Ökonomie des Teilens aus Sicht der ArbeitnehmerInnen. ÖGB-Verlag, Wien 2016, ISBN 978-3-99046-248-5.
- Branchenreport Gas und Wärme 2016. Studie der Arbeiterkammer Wien, Wien 2016, ISBN 978-3-7063-0655-3.[9]
- Branchenreport Energie 2016, Studie der Arbeiterkammer Wien, Wien 2016.
- Branchenreport Mineralöl 2016, Studie der Arbeiterkammer Wien, Wien 2016.
- Branchenreport Energie 2017, Studie der Arbeiterkammer Wien, Wien 2017.
- Branchenreport Mineralöl 2017, Studie der Arbeiterkammer Wien, Wien 2017.
- Branchenreport "Sharing Economy", Studie der Arbeiterkammer Wien, Wien 2017, URL: https://media.arbeiterkammer.at/wien/PDF/studien/Branchenanalyse_Sharing_Economy_2017.pdf
- Michael Heiling, Simon Schumich: Zwischen Teilhabe und Marktanteilen: Entwurf einer Landkarte für die "Sharing Economy", Momentum Quarterly Vol. 7, Nr. 1, 2018, S. 17–28, URL: https://www.momentum-quarterly.org/ojs2/index.php/momentum/article/view/2576